# Percy Deift
Percy Alec Deift (né le 10 septembre 1945 à Durban, en Afrique du Sud) est un mathématicien américain connu pour ses travaux en théorie spectrale, systèmes intégrables, théorie des matrices aléatoires et les problèmes de Riemann-Hilbert (en).

## Biographie
Deift étudie la chimie à l'université du KwaZulu-Natal à Durban ; il obtient un diplôme en génie chimique en 1967. Il obtient également un diplôme de master en physique à l'université Rhodes à Grahamstown en 1971.
Il obtient un Ph. D. en physique mathématique à l'université de Princeton en 1976 sous la direction de Barry Simon avec une thèse intitulée Classical scattering theory with a trace condition. Il est professeur (« Silver professor ») au Courant Institute of Mathematical Sciences de l'université de New York depuis 1976.

## Recherche
Deift travaille en théorie spectrale (diffusion des ondes, en partie avec Eugene Trubowitz), systèmes intégrables en dynamique et en mécanique statistique comme le réseau de Toda,  le flot géodésique sur un ellipsoïde, l'équation de Korteweg-de Vries et l'équation de Schrödinger non linéaire,  les polynômes orthogonaux et la théorie des matrices aléatoires ; il s'intéresse particulièrement aux questions asymptotiques, telles que le comportement à long terme des solutions de l'équation de Korteweg de Vries, ou le comportement des ensembles de matrices aléatoires lorsque la taille des matrices devient importante (questions d'universalité). Un outil important dans ce travail est le problème de Riemann-Hilbert, et la méthode du point col.

## Honneurs et prix
Sociétés savantes
- 2012 : Élection à l'American Mathematical Society[4]
- 2003 : Élection à l'Académie américaine des arts et des sciences [5]
- 2009 : Élection à l'Académie nationale des sciences des États[6], [7]

Prix et distinctions
- 1998 : Deift est colauréat, avec Xin Zhou et Peter Sarnak du prix Pólya[1],[8]
- 1999 : Bourse Guggenheim[1]
- 1998 : Conférencier invité au Congrès international des mathématiciens à Berlin en 1998[1],[9],[10]
- 2006 : Conférence plénière au Congrès international des mathématiciens à Madrid et au Congrès international de physique mathématique à Rio de Janeiro[11]
- 2009 : Deift a donné la conférence Gibbs à la réunion conjointe de l'American Mathematical Society en 2009[12].
- 2018 : Prix Henri-Poincaré avec Michael Aizenman et Giovanni Gallavotti.

## Publications (sélection)
- avec Eugene Trubowitz, « Inverse scattering on the line », Communications on Pure and Applied Mathematics, vol. 32,‎ 1979, p. 121–251 (DOI 10.1002/cpa.3160320202)
- avec Fernando Lund et Eugene Trubowitz, « Nonlinear wave equations and constrained harmonic motion », Proc. Natl. Acad. Sci. USA, vol. 77, no 2,‎ février 1980, p. 716–719 (DOI 10.1073/pnas.77.2.716, lire en ligne)
- avec Richard Beals et Carlos Tomei, Direct and inverse scattering on the line, American Mathematical Society, coll. « Mathematical Surveys and Monographs » (no 28), 1988, xiii + 209 (ISBN 0-8218-1530X)[13]
- avec Luen-Chau Li et Carlos Tomei, Loop groups, discrete versions of some classical integrable systems, and rank 2 extensions, American Mathematical Society, coll. « Mem. Am. Math. Soc. » (no 479), 1992, 101 p. (zbMATH 0770.34005)
- avec Kenneth D. T.-R. McLaughlin, A continuum limit of Toda lattice, American Mathematical Society, coll. « Mem. Am. Math. Soc. » (no 624), 1998, 216 p. (zbMATH bl 0946.37035)
- Percy Deift, Orthogonal polynomials and random matrices: a Riemann-Hilbert approach, American Mathematical Society et Courant Institute of Mathematical Sciences, coll. « Courant Lecture Notes in Mathematics » (no 3), 2000 (réimpression de l'édition de 1998, ix + 261 (zbMATH 0997.47033)
- avec Dmitri Gioev, Random matrix theory: invariant embeddings and universality, American Mathematical Society et Courant Institute of Mathematical Sciences, coll. « Courant Lecture Notes in Mathematics » (no 18), 2009, ix + 217 (ISBN 978-0-8218-4737-4, zbMATH 1171.15023)[14]
- avec Jinho Baik et Toufic Suidan, Combinatorics and Random Matrix Theory, American Mathematical Society, coll. « Graduate Studies in Mathematics » (no 172), 2016, xi + 461 (ISBN 978-0-8218-4841-8, présentation en ligne)

## Articles liés
- Problème de Riemann-Hilbert
- Matrice aléatoire
- Système intégrable